# Fritz Bracht

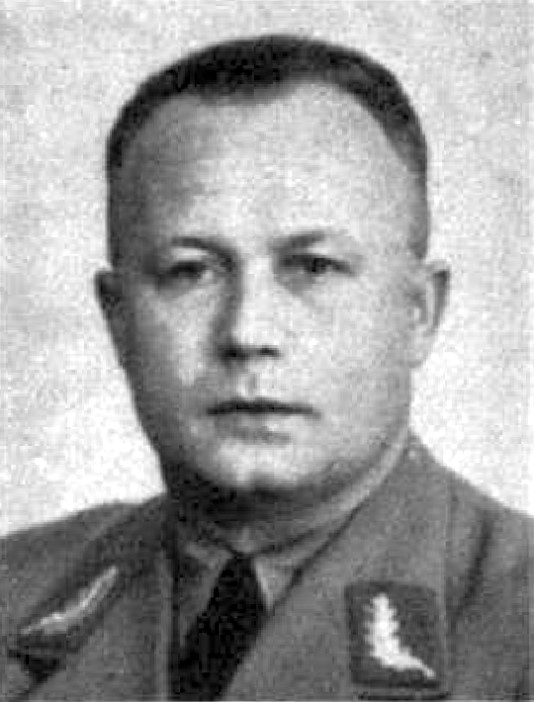
Fritz Bracht

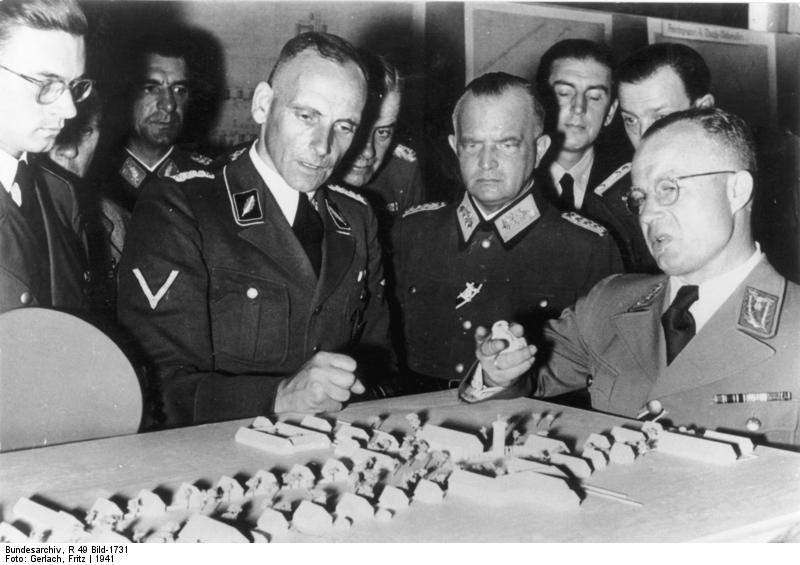
Fritz Bracht (rechts) mit SS-Offizieren bei der nationalsozialistischen Ausstellung „Planung und Aufbau im Osten“ im Jahr 1941, Aufnahme aus dem Bundesarchiv

Fritz Bracht (* 18. Januar 1899 in Heiden, heute zu Lage; † 9. Mai 1945 in Bad Kudowa, Landkreis Glatz (Suizid)) war ab 1941 der NSDAP-Gauleiter von Oberschlesien.

## Leben
Brachts Vater war Arbeiter. Nach dem Besuch der Volks- und Fortbildungsschule von 1905 bis 1914 absolvierte Fritz Bracht eine Ausbildung als Gärtner. Im Februar 1917 meldete er sich als Kriegsfreiwilliger zum Ersten Weltkrieg. Zuletzt Gefreiter, erhielt er das Eiserne Kreuz II. Klasse und das Frontkämpferabzeichen. Von Kriegsende bis Dezember 1919 war er in britischer Kriegsgefangenschaft. In der Zeit der Weimarer Republik arbeitete er auch als Maschinenschlosser, da er als Gärtner keine Arbeit fand. Ende der 20er oder Anfang der 30er Jahre heiratete er, aus der Ehe ging ein Kind hervor.
Zum 1. April 1927 trat Bracht der NSDAP bei (Mitgliedsnummer 72.790), gleichzeitig wurde er SA-Sturmführer. Zwischen 1928 und 1931 war Bracht Ortsgruppenleiter der NSDAP in Plettenberg und zugleich Bezirksleiter der Partei im Sauerland. Zwischen 1929 und 1933 war er Stadtverordneter der NSDAP in Plettenberg. Zudem leitete er vom 1. März 1931 bis zum 30. April 1935 den NSDAP-Kreisverband in Altena. Vom 24. April 1932 bis zum 14. Oktober 1933 gehörte Bracht der NSDAP-Fraktion im Preußischen Landtag an.
Nach der „Machtergreifung“ wurde Bracht am 12. November 1933 in den nunmehr bedeutungslosen Reichstag gewählt. In der SA wurde Bracht mehrfach befördert: Am 15. Oktober 1933 zum SA-Sturmbannführer, am 30. April 1938 zum SA-Brigadeführer, am 30. Januar 1941 zum SA-Gruppenführer und am 20. April 1944 zum SA-Obergruppenführer. 1938 war er dabei SA-Führer zur Verwendung im Stab der SA-Gruppe Schlesien.
Am 1. Mai 1935 wurde er stellvertretender Gauleiter im Gau Schlesien, den er nach der Absetzung des dortigen Gauleiters Josef Wagner ab dem 27. April 1940 als Gauleiter führte, bis die Aufteilung in Gau Ober- und Gau Niederschlesien erfolgte. Bracht übernahm am 27. Januar 1941 die Gauleitung von Oberschlesien mit Sitz in Kattowitz. 
Seine Dienstwohnung bestand in der ehemaligen Direktorenvilla der Fa. Giesche in Gieschewald.
Ab dem 9. Februar 1941 war er auch Oberpräsident der preußischen Provinz Oberschlesien. Zudem wurde Bracht Gauwohnungskommissar als regionaler Vertreter des Reichswohnungskommissars Robert Ley, Gaubeauftragter des „Reichskommissars für die Festigung deutschen Volkstums“ (RKF), ab dem 6. April 1942 Beauftragter des „Generalbevollmächtigten für den Arbeitseinsatz“, Fritz Sauckel, und ab dem 16. November 1942 Reichsverteidigungskommissar für Oberschlesien.
Zum Gau von Bracht gehörten die drei Konzentrationslager in Auschwitz. Bracht war in seiner Villa in Gieschewald Himmlers Gastgeber, als dieser am 16. und 17. Juli 1942 die Konzentrationslager besichtigte. Bracht und Himmler nahmen am 17. Juli 1942 im KZ Auschwitz-Birkenau an der Tötung eines gerade eingetroffenen Transportes von Juden teil. Sie waren bei der Selektion der Arbeitsfähigen, bei der Vergasung und bei der Räumung der Gaskammer anwesend. Bracht und Himmler hielten sich auch im KZ Auschwitz-Monowitz auf. Beim Vorrücken der Roten Armee erließ Bracht in seiner Eigenschaft als Reichsverteidigungskommissar am 21. Dezember 1944 Richtlinien für die Evakuierung von Häftlingen und Kriegsgefangenen. Anhand dieser Richtlinien wurden die Todesmärsche organisiert, auf denen die SS Häftlinge der Konzentrationslager nach Westen trieb.
Bereits am 25. September 1944 zum Führer des Volkssturms in seinem Gau ernannt, setzte sich Bracht während der Offensive der Roten Armee ungefähr am 24. Januar 1945 in ein Ausweichquartier in Neiße ab. Evakuierungsmaßnahmen für die deutsche Zivilbevölkerung hatte er zuvor abgelehnt. Wenige Tage später begab sich Bracht in den Kurort Bad Kudowa in Niederschlesien. Offiziell sollte er dort mit Genehmigung von Hitler oder Bormann eine Tuberkulose-Erkrankung auskurieren. Am 9. Mai 1945, kurz vor dem Einmarsch der Roten Armee in Bad Kudowa, beging Bracht zusammen mit seiner Frau Paula mit Hilfe von Blausäure-Kapseln Suizid.

## Bedeutung
Zwischen 1935 und 1940 Stellvertreter von Gauleiter Josef Wagner, dürfte Bracht 1936 an Bedeutung zugenommen haben: Ab diesem Jahr hielt sich Wagner häufig in Berlin auf, da er zum Reichskommissar für die Preisbildung beim Beauftragten für den Vierjahresplan, Hermann Göring, ernannt worden war. Im Gegensatz zu anderen Gauleitern konnte Bracht kaum ein eigenständiges Profil entwickeln: Dies dürfte Folge seiner Herkunft und seiner beruflichen Bildung gewesen sein, aber auch an seinem mangelnden Charisma und geringem Durchsetzungsvermögen gelegen haben. Größere Bedeutung erlangte Bracht erst, als das oberschlesische Industrierevier ab 1942 zunehmend kriegswichtig wurde, weil dieses Gebiet im Gegensatz zum Ruhrgebiet und anderen Industriegebieten außerhalb der Reichweite der britischen und amerikanischen Bomberverbände lag.